# Sematophyllum sphaerotheca
Sematophyllum sphaerotheca là một loài Rêu trong họ Sematophyllaceae. Loài này được (Müll. Hal.) P. de la Varde miêu tả khoa học đầu tiên năm 1938.